# Prêmio Platino de Melhor Atriz em Minissérie ou Série de TV
O Prêmio Platino de Melhor Atriz em Minissérie ou Série de TV é uma das categorias dos Prêmios Platino de Cinema Ibero-Americano apresentados anualmente pela Entidad de Gestión de Derechos de los Productores Audiovisuales (EGEDA) e pela Federación Iberoamericana de Productores Cinematográficos y Audiovisuales (FIPCA).  
A categoria foi apresentada pela primeira vez em 2018 no 5º Prêmio Platino, com a atriz espanhola Blanca Suárez sendo a primeira a receber o prêmio por seu papel como Lidia Aguilar Dávila em Las chicas del cable. Cecilia Suárez é a única atriz que recebeu o prêmio por dois anos consecutivos por La casa de las flores. Ela também é a atriz mais indicada na categoria, com três indicações, seguida por Inma Cuesta e Candela Peña, com duas cada.
Na lista abaixo, as vencedoras de cada ano são mostradas primeiro, seguidas pelas demais indicadas.

## Múltiplas vitórias
Por atriz
| Nº de vitórias | Atriz          |
| -------------- | -------------- |
| 2              | Cecilia Suárez |

## Vencedoras

### Década de 2010
| Ano  | Vencedora e indicadas | Titulo                   | Personagem                      |
| ---- | --------------------- | ------------------------ | ------------------------------- |
| 2018 | Blanca Suárez         | Las chicas del cable     | Lidia Aguilar Dávila            |
| 2018 | Kate del Castillo     | Ingobernable             | Emilia Urquiza                  |
| 2018 | Giannina Fruttero     | Ramona                   | Ramona Sandoval                 |
| 2018 | Aura Garrido          | El ministerio del tiempo | Amelia Folch                    |
| 2018 | Marta Hazas           | Velvet Colección         | Clara Montesinos Martín de Ruiz |
| 2019 | Cecilia Suárez        | La casa de las flores    | Paulina de la Mora              |
| 2019 | Anna Castillo         | Arde Madrid              | Pilar                           |
| 2019 | Inma Cuesta           | Arde Madrid              | Ana Mari                        |
| 2019 | Najwa Nimri           | Vis a Vis                | Zulema Zahir                    |

### Década de 2020
| Ano  | Vencedora e indicadas | Titulo                  | Personagem              |
| ---- | --------------------- | ----------------------- | ----------------------- |
| 2020 | Cecilia Suárez        | La casa de las flores   | Paulina de la Mora      |
| 2020 | Úrsula Corberó        | La casa de papel        | Silene Oliveira (Tokyo) |
| 2020 | Leticia Dolera        | Vida perfecta           | María Eugenia Aguado    |
| 2020 | Candela Peña          | Hierro                  | Candela Montes          |
| 2021 | Elena Irureta         | Pátria                  | Bittori                 |
| 2021 | Cecilia Suárez        | La casa de las flores   | Paulina de la Mora      |
| 2021 | Inma Cuesta           | El desorden que dejas   | Raquel Valero           |
| 2021 | Marcela Benjumea      | El robo del siglo       | "Doña K"                |
| 2022 | Daniela Ramírez       | Isabel                  | Isabel Allende          |
| 2022 | Candela Peña          | Hierro                  | Candela Montes          |
| 2022 | Maribel Verdú         | Ana Tramel. El juego    | Ana Tramel              |
| 2022 | Mercedes Morán        | El reino                | Elena Vázquez Pena      |
| 2023 | Cristina Umaña        | Noticia de un Secuestro | Maruja Pachón           |
| 2023 | Claudia Di Girolamo   | 42 días en la oscuridad | Cecilia Montes          |
| 2023 | Natalia Oreiro        | Santa Evita             | Eva Perón               |
| 2023 | Paulina Gaitán        | Belascoarán             | Irene                   |